# Festival de la Cançó d'Eurovisió 1967
El XII Festival de la Cançó d'Eurovisió fou retransmés el 8 d'abril de 1967 en Viena. La presentadora era Erika Vaal, i la victòria va ser per al representant de Regne Unit Sandie Shaw amb la cançó "Puppet on a String".
A partir d'aquesta edició es va determinar que cada cançó duraria com a màxim tres minuts, sota pena de desqualificació.
| Núm. | País                | Intèrpret(s)       | Cançó                         | Posició | Pts |
| ---- | ------------------- | ------------------ | ----------------------------- | ------- | --- |
| 01   | Finlàndia           | Fredi              | Varjoon - suojaan             | 12      | 3   |
| 02   | Àustria             | Peter Horton       | Warum es 100.000 Sterne gibt? | 14      | 2   |
| 03   | Itàlia              | Claudio Villa      | Non andare più lontano        | 11      | 4   |
| 04   | Alemanya Occidental | Inge Brück         | Anouschka                     | 10      | 7   |
| 05   | Noruega             | Kirsti Sparboe     | Dukkemann                     | 14      | 2   |
| 06   | Portugal            | Eduardo Nascimento | O vento mudou                 | 12      | 3   |
| 07   | Luxemburg           | Vicky Leandros     | L'amour est bleu              | 4       | 17  |
| 08   | Bèlgica             | Louis Neefs        | Ik heb zorgen                 | 7       | 8   |
| 09   | Suïssa              | Géraldine          | Quel cœur vas-tu briser ?     | 17      | 0   |
| 10   | Iugoslàvia          | Lado Leskovar      | Vse rože sveta                | 9       | 7   |
| 11   | Regne Unit          | Sandie Shaw        | Puppet on a String            | 1       | 47  |
| 12   | Irlanda             | Sean Dunphy        | If I Could Choose             | 2       | 22  |
| 13   | Mònaco              | Minouche Barelli   | Boum Badaboum                 | 5       | 10  |
| 14   | Espanya             | Raphael            | Hablemos del amor             | 6       | 9   |
| 15   | França              | Noëlle Cordier     | Il doit faire beau là-bas     | 3       | 20  |
| 16   | Suècia              | Östen Warnerbring  | Som en dröm                   | 8       | 7   |
| 17   | Països Baixos       | Thérèse Steinmetz  | Ringe-dinge-ding              | 14      | 2   |